# Betamorpha acuticoxalis
Betamorpha acuticoxalis är en kräftdjursart som först beskrevs av Yakov Avadievich Birstein 1963.  Betamorpha acuticoxalis ingår i släktet Betamorpha och familjen Munnopsidae. Inga underarter finns listade i Catalogue of Life.